# Lička Plješivica

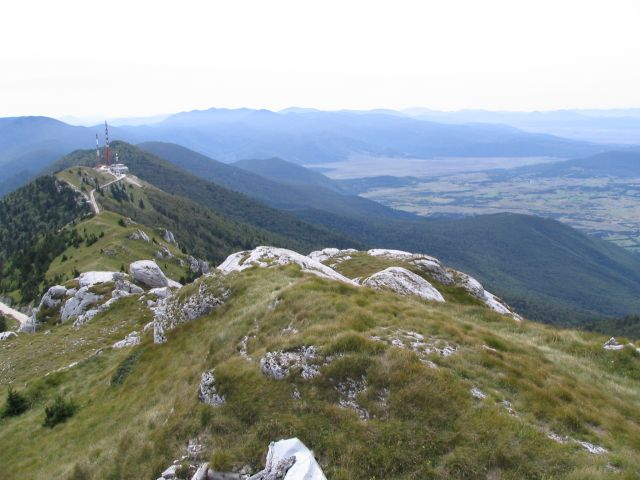
Plješivica: vue à partir de Gola Plješivica.

Le Plješevica, parfois nommé Lička Plješivica, est un massif montagneux de Croatie et de Bosnie-Herzégovine qui appartient à la chaîne des Alpes dinariques. Le massif est orienté nord-sud et s’étend jusqu’à la Mala Kapela et le Velebit. À l’ouest, le massif est limité par un canyon dessiné par les eaux de la rivière Una.
Les plus hauts sommets du massif sont :
- Ozeblin à 1 657 mètres au centre ;
- Gornja Plješevica à 1 649 mètres au nord ;
- Plješevički Kabao à 1 618 mètres entre les deux.